# João Patrício de Azambuja
João Patrício de Azambuja  (Santo Amaro, 1 de novembro de 1819 — Rio Grande do Sul,? de?) foi um militar brasileiro.
Filho de Patrício Xavier de Azambuja e Ana Meireles Jardim, casou-se com Castorina de Azambuja Cidade, filha de Antônio Joaquim Cidade e Dorotéia Manuela de Azambuja.
Na Guerra dos Farrapos atuou como sargento no destacamento legalista do coronel Chico Pedro, o Mouringue. Foi destacado para perseguir e capturar o coronel farrapo José de Almeida Corte Real que se achava na casa da fazenda de Marcos Alves Pereira Salgado. Foi escolhido para a função por ser parente e amigo de Corte Real, o que talvez facilitasse a prisão. Segundo uma versão Corte Real teria reagido e sido morto com um tiro na testa, outra versão menciona que confundiu a partida como sendo amiga e foi morto com um tiro de flanco que lhe atravessou os pulmões e o fez cair morto.